# Šura
Šura (in russo Шура́?), pseudonimo di Aleksandr Vladimirovič Medvedev (in russo Алекса́ндр Влади́мирович Медве́дев?; Novosibirsk, 20 maggio 1975), è un cantante russo.

## Discografia

### Album in studio
- 1997 – 	Shura
- 1998 – 	Shura 2
- 2001 – Blagodarju. Vtoroe dychanie
- 2003 – News!
- 2011 – Novyj den'

### Raccolte
- 1999 – Skazka. Lučšie pesni
- 2017 – 20 let tvorju dobro. Lučšie chity

### Singoli
- 2012 – Serdce b'ëtsja
- 2015 – Naše leto
- 2016 – Pingviny
- 2017 – Podruga
- 2018 – Važnoe čto-to
- 2018 – Na stile 90-ch (con Stas Costjuškin)
- 2018 – Sny
- 2018 – Smech i slëzy
- 2019 – Slušaj
- 2021 – Snosit kryšu

## Riconoscimenti
Zolotoj grammofon
- 1998 – per Ty ne ver' slezam[5]
- 2000 – per Tvori dobro[6]

Zvukovaja dorožka
- 2001 – per Artist[7]
- 2001 – per Zimuška-zima[8]